# Opérations psychologiques
Les opérations psychologiques (ou PsyOps) sont l'un des éléments de la guerre psychologique. Elles intègrent aujourd'hui l'internet et les réseaux sociaux comme source d'information et média de diffusion de propagande ou désinformation ciblée.

## Changement de dénomination
En juillet 2010, le département de la Défense des États-Unis abandonne ce terme, connu sous l’acronyme PSYOP et adopte celui de Military Information Support Operations (MISO, Opérations de soutien à l'information militaire),.

## Opérations psychologiques militaires
- Musique dans les opérations psychologiques

## Variantes «civiles» (dans les domaines politico-financier)
Entre 2016 et 2020, plusieurs journalistes (Carole Cadwalladr notamment), rapports d'enquêtes et lanceurs d'alerte (Christopher Wylie, Shahmir Sanni, Brittany Kaiser, David Caroll…) ont révélé que depuis quelques années, des techniques de type PSYOP ont été utilisées à grande échelle dans plusieurs dizaines d'élections, dont celle de Donald Trump (2016) ou lors de référendums comme le référendum d'adhésion de 2016 à l'UE (qui a abouti au Brexit).

Ces techniques semblent avoir récemment (milieu des années 2010) été rendues beaucoup plus efficaces, plus insidieuses et mieux ciblantes grâce à des intelligences artificielles spécialement conçues (et nourries de données adéquates) d'une part ; et grâce aux profils psychologiques plus complets produits à partir des traces que nous laissons sur l'internet d'autre part. L'exemple d'outil secret de ce type, publiquement mis à jour récemment, presque par hasard, est celui de la plateforme Ripon produite par AggregateIQ au Canada pour le compte de Cambridge Analytica et le groupe SCL).
Ces nouveaux moyens d'influence psychologique et de modification de l'opinion publique ont aussi été évoquées par le documentaire commandé et publiée par Netflix sur le Brexit (The Great Hack, sélectionné aux Oscars).